# フェイクファー

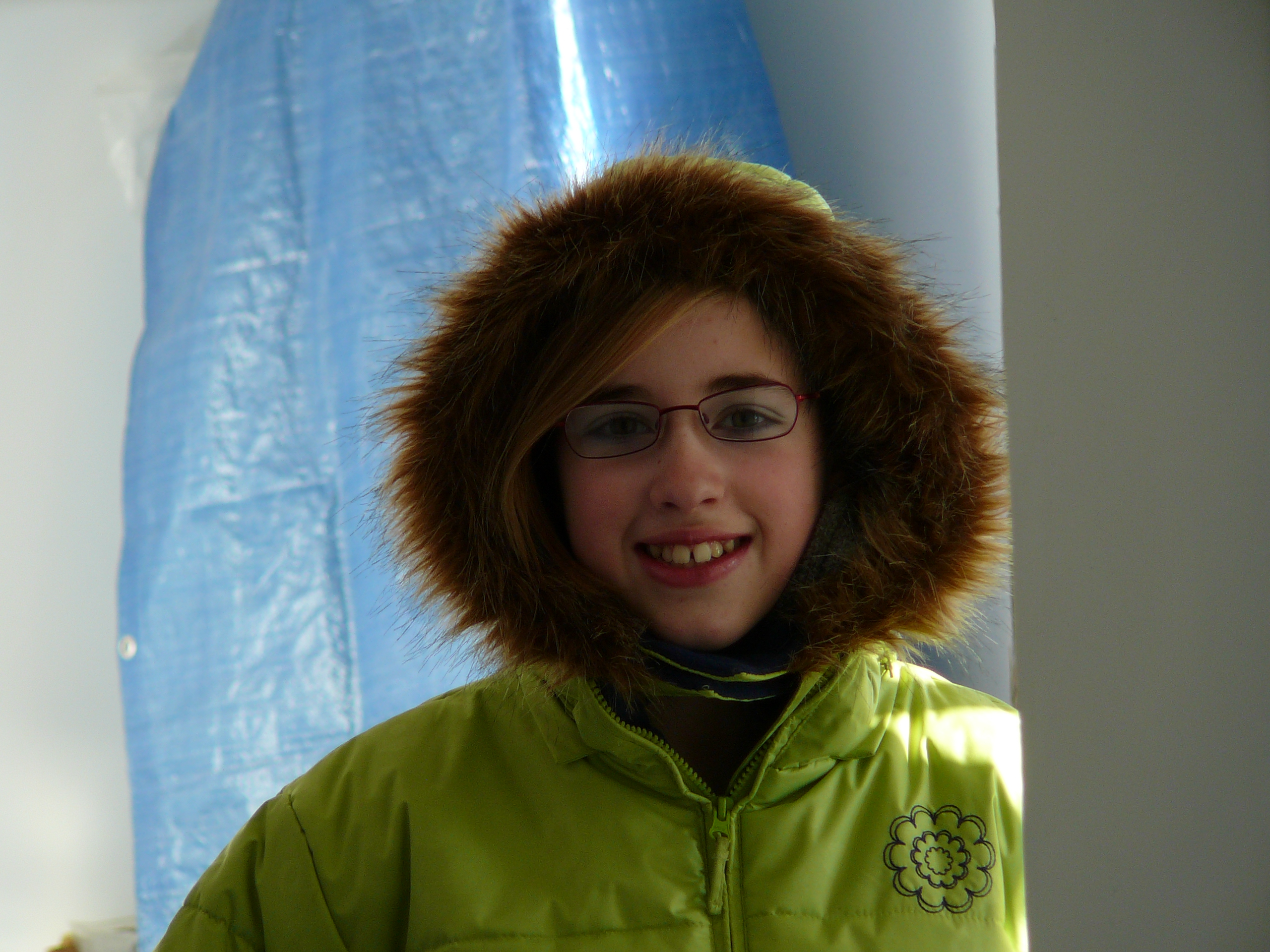
フェイクファーを使用したパルカ

フェイクファー（英: fake fur）は、本物の毛皮を模したパイル織物の一種である。人工毛皮、模造毛皮ともいう。これの対義語としてリアルファーという言葉が用いられることもある。
材料は化学繊維、羊毛、モヘア、アルパカなどを用いる。本物に比べて丈夫で安い上に、手入れ（保守）が楽なことや、動物愛護の観点からの毛皮反対運動の高まりなどから、衣類はもとより、バッグやカーペット、ぬいぐるみ、日用小物など多くの分野で利用されている。
世界で最初のエシカルな人工繊維は、1855年にフランスで発明された世界初の化学繊維レーヨンであり、フェイクファーの先駆けとなった。
和歌山県橋本市高野口町は、百年以上にわたりパイル織物が盛んで、国内のフェイクファーを製造するメーカーが集中している。

## 批判
フェイクファーは石油化学製品であり、有限の資源である石油を使って、毛皮に似た物を作る必要があるかどうかは議論が分かれるという指摘がある。本物の毛皮のほうが、持続可能な資源だとも指摘される。また、破棄の際に有害物質を出すと指摘される。